# Volkoderi
Volkoderi (macedónul: Волкодери) település Észak-Macedóniában, a Pelagonijai körzet Reszeni járásában.

## Népesség
| Lakosok száma | 56   | 62   | 64   | 70   | 51   | 103  | 102  | 114  | 88   |
|               | 1948 | 1953 | 1961 | 1971 | 1981 | 1991 | 1994 | 2002 | 2021 |

- 2002-ben 114 lakosa volt, akik mindannyian macedónok.